# Justian
Justian är en kommun i departementet Gers i regionen Occitanien i sydvästra Frankrike. Kommunen ligger i kantonen Valence-sur-Baïse som tillhör arrondissementet Condom. År 2022 hade Justian 107 invånare.

## Befolkningsutveckling
Antalet invånare i kommunen Justian
Referens:INSEE